# Фрол Скобеев (опера)
«Фрол Скобе́ев» (во второй редакции — «Безро́дный зять») — опера Тихона Хренникова в 4 действиях, 6 картинах на либретто Сергея Ценина по мотивам «Комедии о российском дворянине Фроле Скобееве и стольничьей Нардын-Нащокина дочери Аннушке» Дмитрия Аверкиева (1869). Премьера в первой редакции состоялась 24 февраля 1950 года в Москве, во второй редакции — 29 декабря 1966 года в Новосибирске.

## История создания
Замысел сочинения оперы на сюжет анонимной повести XVII века о Фроле Скобееве и «Комедии о российском дворянине Фроле Скобееве и стольничьей Нардын-Нащокина дочери Аннушке» Дмитрия Аверкиева подсказал Хренникову Владимир Немирович-Данченко в начале 1940-х годов, но начавшаяся вскоре война и смерть Немировича-Данченко в 1943 году помешала этому замыслу тогда осуществиться.
Вернувшись с фронта в 1945 году Хренников приступил к сочинению оперы. Он работал над партитурой на протяжении четырёх лет, в 1945—1949 годах. Столь длительный срок написания оперы, вероятно, объясняется тем, что Хренников совмещал свою композиторскую деятельность с большой музыкально-общественной работой. В этот период он был назначен Сталиным генеральным секретарём Союза композиторов СССР и председателем музыкальной секции Всесоюзного общества культурной связи с заграницей (1948).
Премьера оперы «Фрол Скобеев» состоялась 24 февраля 1950 года в Московском государственном музыкальном театре имени Станиславского и Немировича-Данченко. Постановку осуществили режиссёр Алексей Попов, дирижёр Самуил Самосуд и художник Борис Волков.
27 марта 1950 года Комитет по делам искусств при Совете Министров СССР запретил оперу «Фрол Скобеев» как «идейно-порочную».
В 1966 году Хренников значительно переработал оперу, отредактировав сюжет и некоторые музыкальные сцены; также было изменено название на «Безродный зять». Премьера второй редакции состоялась в феврале 1967 года в Новосибирском театре оперы и балета. 18 марта того же года опера была поставлена Московском государственном музыкальном театре имени Станиславского и Немировича-Данченко (режиссёр Павел Златогоров, дирижёр Кемал Абдуллаев)

## Содержание
Действие происходит в XVII веке в Москве.

### Первое действие
Одна из старинных площадей Москвы. Во время масленичных гуляний молодой посадский боярин Фрол Скобеев — ловкий, находчивый, остроумный, деятельный и напористый молодой человек — слышит жалобную песню трёх мужиков, которые за неуплату недоимок должны идти в вечную кабалу к боярину Тугай-Редедину. Скобеев горячо сочувствует им и хотел бы помочь, да только он и сам не богат и не может выкупить их из рабства.
Дочь боярина Тугай-Редедина — красавица Анна — мечтает о молодом женихе. Ее нянька ищет ворожею, которая погадала бы Анне о суженом. Узнав об этом, у Фрола рождается план: переодевшись ворожеей, он проникнет в дом боярина, соблазнит его дочь и овладеет богатством. Фрол советует няньке прислать лошадей к его сестре Варваре, которая якобы знает хорошую ворожею.
В Варвару влюблён друг Фрола — сын богатого боярина Ордын-Нащокина Савва. Он умоляет отдать ему в жёны Варвару, но Фрол из гордости не соглашается. Ведь она бесприданница и он не хочет, чтобы кто-нибудь попрекал её бедностью.
Савва, по просьбе Фрола выкупает мужиков из кабалы. Тугай-Редедин узнав об этом разгневался и грозит Фролу жестоко с ним расправиться, но тот, ловко одурачив его, скрывается. Тугай-Редедин снаряжает погоню за Фролом Скобеевым.

### Второе действие

#### Первая картина
Изба Скобеевых. Варвара опаивает няньку Анны крепким вином, вследствие чего захмелевшая гостья просит к вечеру привести к Анне ворожею и обещает прислать лошадей. Прощаясь с нянькой, Варвара обещает все выполнить в точности, как было обговорено. Прибывает Савва. Он объясняется Варваре в любви, обещает ей уговорить своего отца-боярина дать согласие на брак. Варвара отказывает и Савва удаляется, полный отчаяния.
В это время прибывают присланные нянькой Анны сани, запряженные лошадьми. Варвара и переодевшийся ворожеей Фрол уезжают в дом Тугай-Редединых. Через несколько минут в дом Скобеевых приезжает боярин Тугай-Редедин с прислужниками — он ищет одурачившего его Фрола, но того и след простыл.

#### Вторая картина
Терем Анны Тугай-Редединой. В богато обставленном тереме сенные девушки вышивают приданое боярышне. Фрол в облике ворожеи пытается завоевать доверие домашних и слуг. Вдруг возвращается боярин Тугай Редедин и Фрол хитростью отправляет его обратно из дома. Нянька начинает подозревать неладное и Фролу приходится дать ей взятку в виде вина и денег.
Увидев саму Анну, Фрол потрясен её красотой и немедленно меняет первоначальные планы. После удачной «ворожбы» он в порыве вспыхнувшей горячей любви признается Анне, что пришел сюда с корыстными целями, рассчитывая заполучить богатую невесту, но, увидев её, позабыл обо всем на свете. Выслушав Фрола с осторожностью, Анна тем не менее даёт ему надежду: «Если сможешь добыть меня, — так и суждено!».

### Третье действие

#### Первая картина
Двор перед домом Ордын-Нащокиных. Фрол и Савва встречаются. Они оба грустны: влюблённый Фрол тоскует по Анне, с которой не может даже повидаться, а Савва тоскует по Варваре: его отец не дает согласия на брак, а гордая девушка не подпускает близко к себе боярского сына. В это время к старому боярину Ордын-Нащокину приезжает боярин Тугай-Редедин. Между ними возникает спор. Гость обозлен наглостью Фрола, возмущен новыми нравами, неуважением к родовитым боярам. Хозяин же, человек более передовых взглядов, призывает надменного боярина думать больше об интересах родины, нежели о самом себе. Негодуя, прощается Тугай-Редедин с Ордын-Нащокиным, объявляя о своем решении завтра же уехать из «этого содома» на богомолье. Разговор бояр услышали Фрол и Савва. Фрол задумывает завтра же похитить Анну.

#### Вторая картина
Дом Тугай-Редединых. Торжественные проводы боярина Тугай-Редедина на богомолье. Сразу же после его отъезда к Анне являются присланные якобы из монастыря монахи. Они приглашают от имени игуменьи Анну на богомолье. Монахами оказались переодетые Фрол, Савва и Варвара. Анна узнает Фрола и соглашается ехать с ними, но в самый решительный момент напуганный дурной приметой суеверный боярин Тугай-Редедин возвращается домой. Фрол и Савва растерялись, но Варваре, которая была очень красивой, удается отвлечь внимание неравнодушного к женскому полу боярина, чтобы Фрол и Савва увезли Анну. Спустя некоторое время появляются настоящие монахи, присланные игуменьей. Обман раскрыт и Тугай-Редедин в гневе отправляется в погоню за беглецами.

### Четвёртое действие
У ворот одного из подмосковных храмов. Фрол Скобеев встречается там с боярином Ордын-Нащокиным и просит его о заступничестве перед Тугай-Редединым. Фрол тайно обвенчался с Анной, которую ее отец и родные считают погибшей. Ордын-Нащокину не нравится просьба Фрола, но он узнает, что в похищении Анны участвовал и его сын Савва. Он вынужден обещать попытаться уладить дело. Он встречается с Тугай-Редединым и всё ему рассказывает и просит признать Фрола своим зятем. Тот в гневе наотрез отказывается это сделать. Тогда Ордын-Нащокин демонстративно дает согласие на брак своего сына Саввы с бесприданницей Варварой — сестрой Фрола, что окончательно убедило Тугай-Редедина признать Фрола зятем, но с одним условием: Скобеев должен доказать ему свою преданность и покорность путём обирания крестьян и в расправах над ними. Поддерживаемый Анной и собравшимися там людьми, Фрол решительно отказывает ему. Тугай-Редедин с проклятиями и руганью уезжает домой, а Фрол с Анной и Савва с Варварой безмерно счастливы, что наконец могут быть вместе.

## Действующие лица
- Фрол Скобеев (баритон)
- Варвара (меццо-сопрано)
- Лаврушка (сопрано)
- Тугай-Редедин (бас)
- Анна (сопрано)
- Мамка (меццо-сопрано)
- Ордын-Нащокин (бас)
- Савва (тенор)
- Пьяный стрелец (баритон)
- Мужики (2 тенора и бас)

## Отзывы
«Иные грани таланта Хренникова проявились в комической опере „Безродный зять“ — произведении, ушедшем своими корнями в фольклорную почву. Сколько в ней истинно русской удали, широты, неподдельного веселья!».
— Арам Хачатурян

## Некоторые постановки
- 1950 — Московский государственный музыкальный театр имени Станиславского и Немировича-Данченко. Режиссёр Алексей Попов, дирижёр Самуил Самосуд и художник Борис Волков.
- 1956 — Дрезденская опера. Режиссёр Дитер Бюльтер-Марелл, дирижёр Рольф Шелленберг[10]
- 1966 — Новосибирский театр оперы и балета
- 1966 — Московский государственный музыкальный театр имени Станиславского и Немировича-Данченко. Режиссёр Павел Златогоров, дирижёр Кемал Абдуллаев
- 1974 — Харьковский театр оперы и балета. Режиссёр Л. Куколев, дирижёр Е. Дущенко, художник Л. Братченко
- 1976 — Силезский театр имени С. Выспяньского, Катовице. Режиссёр Януш Нущак, дирижёр Кемал Абдуллаев, художник Урсула Кенар
- 1980 — Пермский театр оперы и балета. Режиссёр Л. Куколев, дирижёр В. Коваленко, худ. Г. Арутюнова
- 1980 — Театр Ванемуйне, Тарту. Режиссёр Каарел Ирд

## Известные аудиозаписи
- 1968 — Хор и оркестр Московского музыкального театра имени Станиславского и Немировича-Данченко, дирижёр К. Абдуллаев. Солисты: Тугай-Редедин — Леонид Болдин, Фрол Скобеев — Ян Кратов, Варвара — Нина Исакова, Анна — Валентина Каевченко[11]